# Cadhérine E
La cadhérine E (ou ovomoruline ou cadhérine 1 ou CD324) est une protéine de type cadhérine dont le taux sanguin est un marqueur tumoral. Son gène est CDH1 situé sur le chromosome 16 humain.

## Structure
Elle consiste en 5 séquences de cadhérine dans le domaine extracellulaire, un domaine transmembranaire, et un domaine intracellulaire qui lie la beta-caténine. La beta-caténine se lie à l'alpha-caténine qui à son tour se lie aux microfilaments d'actine, ce qui relie l’E-cadhérine au cytosquelette. Dans certains cas, la beta-caténine peut être remplacée par une gamma-caténine.

## Rôles
La cadhérine E est présente dès les premières divisions cellulaires chez l'embryon de mammifère. C'est elle qui provoque la compaction au stade 8 cellules et contribue à former un premier épithélium à l'origine du trophectoderme (qui participera à la formation du placenta) qui se sépare de la masse cellulaire interne (à l'origine de l'embryon stricto sensu et de quelques annexes extra-embryonnaires). C'est la cadhérine E d'origine maternelle qui intervient ici puisque chez les embryons où le gène codant la cadhérine E n'est plus fonctionnel, ces événements se passent normalement.
La diminution ou la perte de l'expression de la cadhérine E (ou de la N-cadhérine dans les tissus nerveux) est associée aux transitions épithélio-mésenchymateuses qui permettent à des cellules épithéliales de devenir mésenchymateuses et de migrer (exemple : la gastrulation chez les amniotes, ou la formation des cellules de la crête neurale).

## En cancérologie
La perte des cadhérines est souvent associée à la formation de métastases à partir des carcinomes (tumeurs des épithéliums). En effet, des cellules perdant l'expression des cadhérines perdent en même temps leur « inhibition de contact » et la perturbation de la liaison cadhérine E - caténine est probablement un élément de la cancérogenèse.
Son absence peut servir de marqueur de l'existence d'un cancer du sein lobulaire invasif (cette absence est rare dans les cancers non lobulaires. Elle est exprimée de manière plus importante en cas de métastases.
Un variant du gène conduisant à une perte de fonction de la cadhérine E provoque des formes familiales de cancer de l'estomac diffus. Des cancers du sein de type lobulaires sont également plus fréquents.